# Dompelpomphaakarmbak
Een dompelpomphaakarmbak is een haakarmbak die door de brandweer gebruikt wordt voor het watertransportsysteem. Hoewel er verschillende soorten DPH's in gebruik zijn, is de meeste het standaardmodel voor het WTS-1000. Deze bak beschikt aan de rechterzijde over een afneembare dompelpompunit met dieselhydraulische aandrijving en aan de linkerzijde over een opbergruimte met 1000 meter transportslang met een diameter van 150 mm. Rechtsvoor bevindt zich een kast met gereedschap, jerrycans met diesel en twee slangenbruggen.